# Emmanuel Guillaume-Rey
Pour les articles homonymes, voir Rey.
 Alban Emmanuel Guillaume-Rey  est un archéologue, topographe et orientaliste français né le 28 mai 1837 à Chaumont (Haute-Marne) et mort le 4 avril 1916 à Chartres (Eure-et-Loir). Il est connu pour ses travaux sur les États latins d'Orient et sur les fortifications militaires au Proche-Orient.

## Biographie
Alban Emmanuel Guillaume-Rey est né à Chaumont, (France) le 28 mai 1837. Il prend le nom de son père, François-Victor Guillaume et de sa mère Marie-Françoise-Louise-Florestine Rey.
Éminent archéologue et topographe, Il est orientaliste et parle l'arabe. Il publie d'importants ouvrages sur les fortifications au Moyen Âge et les colonies françaises en Orient dont les plus précieux sont Étude sur les monuments de l'architecture militaire des croisés en Syrie et dans l'île de Chypre et Les colonies franques de Syrie aux XIIe et XIIIe siècles. Son œuvre fait dire de lui qu'il est le fondateur de l'archéologie des croisades. 
Ses études, recherches et travaux aiguisent son intérêt pour le Levant.
Le 4 avril 1856, il est invité par un de ses professeurs à la fondation de l'« Œuvre des Écoles d'Orient », plus connue actuellement sous le nom de l'Œuvre d'Orient. Au retour de son 1er voyage en Orient où il assiste au tirage d’un dictionnaire français-arabe financé par L’Œuvre des Écoles  d’Orient, il intègre son conseil d’Administration le 4 juin 1858 pour ne plus le quitter jusqu’à sa mort en 1916.
C'est à l'âge de vingt ans qu'Emmanuel Guillaume-Rey effectue son premier voyage en Syrie, où il se rend pour parcourir et étudier la région du Haouran. D'autres voyages suivront notamment en août 1859 où il s'embarque cette fois avec Louis de Clerq qui aura la tâche de l'assister dans sa mission, confiée par le ministère de l'Instruction publique, en Syrie-Palestine.
Le 19 décembre 1865, Emmanuel Guillaume-Rey se voit conféré, par le Vatican, le titre de Chevalier de l'Ordre de Saint-Grégoire. L'année suivante, le 13 août 1866, on lui décerne le titre de Chevalier de la Légion d'honneur et des Ordres étrangers en qualité de publiciste chargé de missions en Orient.
Emmanuel Guillaume-Rey est membre de plusieurs sociétés savantes dans les revues desquelles il publie de nombreux articles : La Société Nationale des Antiquaires de France, la Société de Géographie dont il est membre de la Société et de la Commission centrale depuis 1858, la Société archéologique d'Eure-et-Loir. Il envoie souvent des communications à la Revue de l'Orient latin dont il est également membre de la Société du même nom. Sa bibliographie témoigne de son intense activité intellectuelle. En 1879, il participe au congrès géographique international, tenu à Paris, comme Commissaire délégué du ministère de l'Instruction publique.
Il est également un généreux donateur puisqu'on retrouve ses collections au musée du Louvre notamment des pièces remarquables comme ces cartels où son nom est inscrit. Il offre également au Louvre un torse provenant du site archéologique de Sarafand (Liban), qu'il avait acquis en 1875. Par ailleurs, il vint enrichir les collections de médailles du musée des Beaux-Arts de Chartres. Le compte-rendu de la séance du 23 août 1865 de la Société archéologique d'Eure-et-Loir nous informe de cette donation dans son bulletin :
« L'un de nos confrères, M. E. Rey, chargé d'une mission du gouvernement, a rapporté à la suite de son troisième voyage en Syrie, vingt-sept médailles dont vingt-six au type chartrain et une au type vendômois. M. Rey a donné au musée de la ville de Chartres ces médailles trouvées à Marqab, château qui domine la mer au-dessus de Lattaquié. »
Le Baron Rey est officier dans l'armée française. Au cours de la guerre de 1870, il commande les mobiles d'Eure-et-Loir ; en janvier 1871, il campe avec ses troupes au château de Lauresse en Sarthe. Quelque temps plus tard, il apprend que ce même château est à vendre. Il s'en porte acquéreur le 6 mai 1877. Il le conserve en propriété jusqu'à sa mort, à Chartres, le 4 avril 1916 ; le château revient alors à son unique fille, la baronne de Loynes du Houlay qui le conservera jusqu'à sa mort en 1959 après avoir légué le château à sa nièce madame d'Hebray de Pouzals, née Nicole de Loynes du Houlley.